# Tsewang Yishey Pemba
Tsewang Yishey Pemba (né à Gyantsé le 5 juin 1932, mort le 26 novembre 2011 à Siliguri) est un médecin et auteur tibétain qui quitta le Tibet à l'âge de 9 ans en 1941 pour l'Inde britannique où il fut scolarisé à la Victoria Boys School à Kurseong jusqu'en 1948. En raison de la mort de ses parents lors des inondations de Gyantsé en 1954 et de l'occupation chinoise, il ne devait plus revoir son Tibet natal  avant 2007.

## Biographie
Peu après sa naissance en 1932 à Gyantsé, Tsewang Yishey Pemba rejoint Yatung dans la vallée de Chumbi où son père, Pemba Tsering, employé de la British Trade Agency, est promu. A Yatung, Tsewang Yishey Pemba  est élevé dans la vie quotidienne religieuse du Tibet, dans une vallée alpine. Quand son père a été affecté à Lhassa, la capitale du Tibet, il est élevé par sa mère et sa grand-mère.  Après un an, il accompagne sa mère et sa petite sœur à Lhassa, chevauchant des poneys. 
En route, ils passent par le Karo La (de) et traversent la rivière Tsangpo en coracles. À Lhassa, ils résidaient à la légation britannique de Dekyi-Linka - «Le parc du bonheur».
En 2007, il fit un voyage au Tibet, ce qui lui inspira un roman, écrit durant les 3 ans et demi avant sa mort consécutive à un cancer du foie. Ce roman, White Crane, Lend Me Your Wings, a été publié après sa mort, grâce à la tibétologue Shelly Bhoil en 2017.

## Publications
- White crane, lend me your wings, Niyogi Books, 6 juillet 2017,  (ISBN 9789385285622)